# Фрасинело (Ђенова)
Фрасинело је насеље у Италији у округу Ђенова, региону Лигурија.
Према процени из 2011. у насељу је живело 15 становника. Насеље се налази на надморској висини од 691 м.